# Полтавпиво
ПрАТ «Фірма „Полтавпиво“»  — підприємство харчової промисловості України, зайняте у галузі виробництва та реалізації пива та безалкогольних напоїв. Розташоване у місті Полтаві.

## Історія
Підприємство створене на базі Полтавського пивоварного заводу, побудованого у 1965 році. У радянський період пивзавод входив до складу Полтавського пивоб'єднання «Укрхарчопрому».
До середини 80-х років підприємство спеціалізувалося тільки на випуску пляшкового і розливного пива. У 1985 році був побудований цех з розливу безалкогольних газованих напоїв. Його виробнича лінія могла випускати до 470 тис. декалітрів продукції.
У 1990-ті роки на гребені відчуження великих підприємств від держави, пивзавод був приватизований у формі закритого акціонерного товариства. Зараз форма власності — публічне акціонерне товариство.
З 1998 року пивзавод розпочав співпрацю з німецькими технологами компанії «Kaltenberg». В кінці 1990-х років була введена в дію автоматична лінія з розливу в КЕГ-тару, потужністю 50 КЕГ на годину. Перші 4 циліндро-конічних комбі-танка в Україні були запущені в 1999 році саме на полтавському заводі.
У 2000 році в Парижі «Полтавпиво» нагороджена золотою медаллю за збереження стійкості й уміння виживання в умовах фінансової кризи. Особистий знак вручено генеральному директору Сутковичу М. Г. за внесок в область стратегічного менеджменту на виробництві. Також, генеральний директор отримав нагороду «Золотий Меркурій».
У 2001 році введено в експлуатацію лінію по наливу пива в КЕГ-тару потужністю 120 КЕГ на годину. У тому ж році був відкритий новий цех, в якому запроваджена прогресивна технологія розливу пива. Незабаром тут запрацювала ще одна лінія розливу в ПЕТ-пляшки й бочки (барильця), які стали фірмовим знаком полтавського пива. Автоматична лінія здатна випускати 36 тисяч пляшок на годину. За допомогою цих та інших нововведень завод вийшов на виробничу потужність 2,5 млн декалітрів продукції на рік.
З 2002 року генеральний директор Полтавського пивзаводу — Лавріченко В. М.
Згодом, підприємство увійшло до «Донецької пивної групи», контрольованої фінансово-промисловою групою «СКМ» українського мільярдера Ріната Ахметова. Окрім власних сортів випускало пиво під загальним для підприємств групи брендом «Дніпро».
На підприємстві працює сучасне обладнання пропагації дріжджів і автоматична станція СІР. Автоматична лінія розливу пива в КЕГ-тару вийшла на виробничу потужність 120 КЕГ на годину.
У 2003 році завершено та запущено варильний цех фірми «Huppmann AG» з повною комп'ютеризацією процесу варіння сусла.
У червні 2010р Полтавпиво здійснило перший в Україні налив в одноразовий ПЕТ КЕГ (key keg).
У 2011 на ПрАТ «Фірма „Полтавпиво“ відбувається повна реорганізація структур, модернізація виробництва, просування та впровадження нових методик і стратегій розвитку в цілому. Нині основні стратегії товарної політики підприємства направлені на об'єднання всіх сортів пива і напоїв під одним брендом „Полтава“.
У 2012 році запущено новий варильний цех з повною комп'ютеризацією процесу варіння сусла. Нині основні стратегії товарної політики підприємства направлені на об'єднання всіх сортів пива і напоїв під одним брендом „Полтава“. Рестайлінг лінійки „Полтава“, випуск безалкогольних соковмістних напоїв, квасу, нова фірмова пляшка.
В основі рецептури пива, яке виробляється на полтавському пивзаводі, лежить природний спосіб бродіння, використання якісних натуральних інгредієнтів. Особливу гармонію пиву надає місцева м'яка артезіанська вода, видобута з власних свердловин. Продукція нагороджена багатьма золотими медалями на професійних конкурсах в Україні та за кордоном.

## Нагороди та відзнаки
Пивзавод має майже півстолітню історію. У серпні 1993 року Міжнародна Академія комп'ютерних наук і систем прийняла до свого складу Полтавське виробниче об'єднання пиво-безалкогольної промисловості колективним членом в напрямку „комп'ютерні технології та системи в харчовій промисловості“. Через три роки смак полтавського пива оцінила Іспанія, де підприємство отримало міжнародний приз за найкращу торгову марку („International Award for the best tradename“)[джерело?].
У 1998 році нагородної список заводу знову поповнився. Цього разу полтавське пиво „Ай-Нікола“ отримало золоту медаль на Другому міжнародному професійному конкурсі пивоварів. Тоді ж пиво „Диканські вечори“ було нагороджено медаллю „Найкраще пиво року“, залишивши позаду багатьох конкурентів, чиї традиції пивоваріння йдуть вдалину століть. У 1999 році на вже Третьому міжнародному конкурсі Полтавапиво знов звоювало два золота. Традиція привозити до міста золоті медалі продовжилася і в наступні роки. По-справжньому медаленосним стало пиво „Ай-Нікола“, яке отримало кілька золотих медалей і знак „Вища проба“. Не відставав і сорт темного пива „Диканські вечори“, стабільно повертаючись на батьківщину з новими трофеями[джерело?].
У 2000 році в Парижі ПАТ „Фірма“ Полтавпиво» нагороджена золотою медаллю за збереження стійкості й уміння виживання в умовах фінансової кризи. Особистий знак вручено генеральному директору Сутковичу М. Г. за внесок в область стратегічного менеджменту на виробництві. Також генеральний директор отримав нагороду «Золотий Меркурій» за особистий внесок у розвиток економічних та інтеграційних процесів в Україні.
З моменту входу підприємства в ПАТ «СКМ», полтавський пивзавод почав випускати пиво торгової марки «Дніпро». Цей сорт також отримав безліч нагород ALCO + SOFT, зайнявши перші місця на міжнародних виставках[джерело?].
- У 2016 році на «СВЯТІ ПИВА» ПАТ "Фірма «ПОЛТАВПИВО» отримала найголовнішу нагороду — «Бурштинова зірка» — за найбільший приріст продукції стабільної якості.[2], золоту  медаль: За високу якість темного пива «Диканські вечори», за високу якість безалкогольного напою «Тьотя Груша», срібну медаль: За високу якість світлого пива «Антон Грубі Бочкове», за високу якість світлого пива «Бочка нефільтрованого», бронзова медаль: За високу якість світлого пива «Бочка розливного»,  «ПОЛТАВПИВО» отримала Гран-Прі за найвищу якість темного пива «Диканські вечори», золоту медаль: За високу якість безалкогольного напою «Мохіто», золоту медаль: За високу якість світлого пива «Діжка Жигулівського», за високу якість світлого пива «Бочкове», за високу якість світлого пива «Ячмінний колос».
- 2017р. - ХХ Міжнародний конкурс якості пива 2017 року. 30 серпня 2017 року у Виставковому Центрі «АККО Інтернешнл» відбулася урочиста церемонія нагородження і оголошення переможців ХХ Міжнародного конкурсу якості пива, безалкогольних, слабоалкогольних напоїв, мінеральних та питних вод, солоду пивоварного в рамках Всеукраїнської акції «СВЯТО ПИВА-2017». ПАТ «Фірма«Полтавпиво» – “Диканські вечори”  Гран-Прі за найвищу якість темного пива 2017року! Також цього року ми можемо пишатися золотими медалями Пиво: «Діжка Жигулівського», «Бочкове», «Ячмінний колос», Безалкогольний напій: «Мохіто».
- 2021р. - Полтавський пивзавод отримав Кубок «Гран-Прі» та сім золотих медалей за високу якість продукції на XXIV Міжнародному конкурсі пива, безалкогольних, слабоалкогольних напоїв, мінеральних та питних вод, солоду пивоварного від галузевої асоціації «Укрпиво», що проходив 27 серпня 2021р. у Києві.Конкурс пройшов у межах Всеукраїнської акції «Свято пива 2021». Оцінювали продукцію, представлену на конкурсі, фахівці української та закордонної пивоварної галузі за такими критеріями: колір, смак, аромат, піна та ін. Золоті медалі отримала така продукція ПрАТ «Фірма «Полтавпиво»: пиво «АльтМюллер Оригінальне» («AltMuller Original»), «АльтМюллер Бланш» («AltMuller Blanche»), «Гелон», «Диканські вечори», «Pivna Divka» («Пивна Дівка»), а також лимонади «Лимонадний Джо», «Тьотя Груша». Гран-Прі компанія була нагороджена за найвищу якість пива світлого «AltMuller Original» 12,0-14,5% стилю Світлий Лагер (Pale Lager) 2021 року.

## Асортимент продукції
Пиво:
- «Діжка свіжого» — світле; густина 11 %, алк.об. 4,4 %. Тара: пляшка 0,5л (скло), 1.42л (ПЕТ).
- «Діжка розливного» — світле; густина 11 %, алк.об.: не менше 3,5 %. Тара: пляшка 0,5л (скло), 1.42л (ПЕТ), 50,0л (кег).
- «Ай-Нікола»— світле; густина 15 %, алк.об. 8,0 %. Тара: пляшка 0,5л (скло), 1.5л (ПЕТ). («зимове» пиво)
- «Диканські Вечори» — темне; густина 14 %, алк.об. 5,0 %.Тара: пляшка 0,5л (скло), 1.5л (ПЕТ), 30,0л (ПЕТ-кег), 50,0л (кег).
- «Жигулівське» — світле; густина 11 %, алк.об.: не менше 4,4 %. Тара: пляшка 0,5л (скло), 1.5л (ПЕТ), 30,0л (ПЕТ-кег), 50,0л (кег).
- «Ризьке» (Rigas) — світле; густина 12 %, алк.об.: не менше 4,6 %. Тара: пляшка 0,5л (скло), 1.5л (ПЕТ), 30,0л (ПЕТ-кег), 50,0л (кег).
- «Ячмінний колос» — світле; густина 11 %, алк.об.: не менше 4,4 %. Тара: пляшка 0,5л (скло), 1.5л (ПЕТ), 30,0л (ПЕТ-кег), 50,0л (кег).
- «Бочкове» — світле; густина 12 %, алк.об.: не менше 4,6 %. Тара: пляшка 0,5л (скло), 1.5л (ПЕТ), 30,0л (ПЕТ-кег), 50,0л (кег).
- «Нефільтроване солодове» — світле; густина 12 %, алк.об.: не менше 4,6 %. Тара: 50,0л (кег).
- «Полтавське Класік» світле; густина 10 %, алк.об. 3,5 %. Тара: 50,0л (кег).
- «Гелон» — світле; густина 12 %, алк.об. 4,6 %.
- "PIVNA DIVKA" -  Справжнє німецьке пиво. світле; густина 11 %, алк.об. 4,9 %.  Справжнє німецьке пиво насиченого золотисто-солом’яного кольору із білосніжною пишною піною. Його смак, як інтригуюча історія, що поєднує різні сюжетні лінії: зернову солодкість, легку трав’яну хмелеву гіркоту та благородну міцність. Помірна щільність надає пиву насиченості та легкості. Пиво створене для пивних гурманів та любителів всієї повноти пивного смаку.
- «ЛЯЩ» - коли хочеться чогось особливого! світле; густина 11 %, алк.об. 4,9 %. Для когось він може і невловимий, а до тебе він сам пливе назустріч. І неважливо куди спрямована течія. Він здолає її з легкістю.
- «ЛЯЩ КОПЧЕНИЙ» - коли хочеться чогось особливого! світле; густина 12 %, алк.об. 5,1 %. Світле фільтроване пиво. Зварено за унікальною рецептурою Полтавських пивоварів з урахуванням багатовікових традицій виробництва класичного німецького «Rauchbier» (Раухбір) «копченого пива». В виробництві пива використовується спеціальний копчений солод фірми «Weyermann» м. Бамберг, Німеччина, завдяки чому в пиві відчувається легкій аромат диму та характерний присмак, що надає йому особливості та привабливості.

Зняті з виробництва сорти пива:
- «Фірмове» — світле; густина 11 %, алк.об.: не менше 4,4 %.
- «Старий млин» — світле; густина 12 %, алк.об.: не менше 4,6 %.
- «Ювілейне 1100» — світле; густина 12 %, алк.об.: не менше 4,6 %.
- «Іван-гора» — світле; густина 13 %, алк.об.: не менше 5,0 %.
- «Castle beer» — світле; густина 12 %, алк.об.: не менше 4,6 %.
- «Мгарське» — напівтемне; густина 11 %, алк.об.: не менше 4,4 %.
- «Мюнхенське» — світле; густина 11,5 %, алк.об.: не менше 4,7 %.
- «Слов'янське» — світле; густина 11,5 %, алк.об.: не менше 4,7 %.
- «Українське» — світле (СРСР).
- «Московське» — світле; густина 13 % (СРСР).
- «Полтавське Світле» — густина 12 %, алк.об.: не менше 4,6 %.
- «Полтавське Міцне» — світле; густина 15 %, алк.об. 8,0 %.
- «Полтавське Преміум» — світле; густина 12 %, алк.об.: не менше 4,8 %.
- «Полтавське Темне» — густина 13 %, алк.об.: не менше 5,2 %.
- «Нефільтроване» — світле; густина 11,5 %, алк.об.: не менше 4,7 %.
- «2012» — світле; густина 11 %, алк.об.: не менше 4,4 %.
- «Диканька» — світле; густина 12 %, алк.об. 4,6 %.Тара: пляшка 0,5л (скло), 1.5л (ПЕТ), 30,0л (ПЕТ-кег), 50,0л (кег).
- «Губєрнскоє золото. Бочкове» — світле; густина 12 %, алк.об.: не менше 4,6 %. Тара: пляшка 0,5л (скло), 1.5л (ПЕТ).
- «Кубанське» — світле; густина 11 %, алк.об.: не менше 4,4 %. Тара: пляшка 0,5л (скло), 1.5л (ПЕТ), 30,0л (ПЕТ-кег), 50,0л (кег).
- «Ведмідь бурий» — світле; густина 12 %, алк.об.: не менше 4,6 %. Тара: пляшка 0,5л (скло).
- «Антон Грубі. Бочкове» — світле; густина 12 %, алк.об.: не менше 4,6 %. Тара: пляшка 0,5л (скло), 1.5л (ПЕТ), 30,0л (ПЕТ-кег), 50,0л (кег).
- «Старий млин. Світлий» — світле; густина 12 %, алк.об. 4,6 %. Тара: пляшка 0,5л (скло).
- «Старий млин. Авторський» — світле; густина 12 %, алк.об. 4,6 %. Тара: пляшка 0,5л (скло).
- «Діжка медового» — світле; густина 15 %, алк.об. 6,0 %. Тара: пляшка 0,5л (скло), 1.42л (ПЕТ).
- «Діжка нефільтрованого» — світле; густина 12 %, алк.об. 4,6 %. Тара: пляшка 0,5л (скло), 1.42л (ПЕТ).

Примітка: сорти, що виготовлялись для «Донецької пивної групи», зокрема «Дніпро», не вказані.
Квас та безалкогольні напої:
- "Квас «Полтавський хлібний» Квас живого бродіння. Тара: пляшка 1,5л(ПЕТ) 50,0л (кег).
- «Полтава Байкал» - Напій безалкогольний сильногазований пастеризований на ароматизаторах з ароматом коли і нотками трав. Тара: пляшка 0,5л(Скло), 1,5л(ПЕТ).
- «Мохіто» - безалкогольний сильногазований напій з ароматом цитрусу і м'яти. Тара: пляшка 0,5л(Скло), 1,5л(ПЕТ).
- «Тьотя Груша» — безалкогольний сильногазований напій з грушевим смаком («дюшес»). Тара: пляшка 0,5л(Скло), 1,5л(ПЕТ).
- «Лимонадний Джо» - безалкогольний сильногазований напій з фруктово-цитрусовим ароматом («лимонад»). Тара: пляшка 0,5л(Скло), 1,5л(ПЕТ).
- «Екстра-Сітро» - безалкогольний сильногазований напій з лимонадно-цитрусовим смаком («ситро»). Тара: пляшка 0,5л(Скло), 1,5л(ПЕТ).
- «Полтава. Буратіно»  — безалкогольний сильногазований напій з кисло-солодким лимонадним смаком. Тара: пляшка 0,5л(Скло), 1,5л(ПЕТ).
- «Тархун»  — безалкогольний сильногазований напій з ароматом «тархун». Тара: пляшка 0,5л(Скло), 1,5л(ПЕТ).
- «Веселий огірок»  — безалкогольний сильногазований напій з ароматом огірка і лимона. Тара: пляшка 1,5л(ПЕТ).
- «Екзотік»  — безалкогольний сильногазований напій з ароматом екзотичних фруктів. Тара: пляшка 1,5л(ПЕТ).
- «ШАЛЕНИЙ ПОМАРАНЧ» новий смак країни ЛимонGія – Сильногазований безалкогольний пастеризований напій з ароматизатором «Апельсин».  Тара: пляшка 0,5л(Скло), 1,5л(ПЕТ).
- «ЛимонадоВО. Груша» — безалкогольний сильногазований напій з грушевим смаком («дюшес»). Тара: пляшка 1,42л(ПЕТ).
- «ЛимонадоВО. Лимонад» — безалкогольний сильногазований напій зі смаком лимон-лимонад. Тара: пляшка 1,42л(ПЕТ).
- «ЛимонадоВО. Вишня» — безалкогольний сильногазований напій зі смаком вишні. Тара: пляшка 1,42л(ПЕТ).
- «ЛимонадоВО. Тархун» — безалкогольний сильногазований напій з ароматом тархуна. Тара: пляшка 1,42л(ПЕТ).
- «ЛимонадоВО. Апельсин» — безалкогольний сильногазований напій зі смаком апельсина. Тара: пляшка 1,42л(ПЕТ).